# Injeção de látex

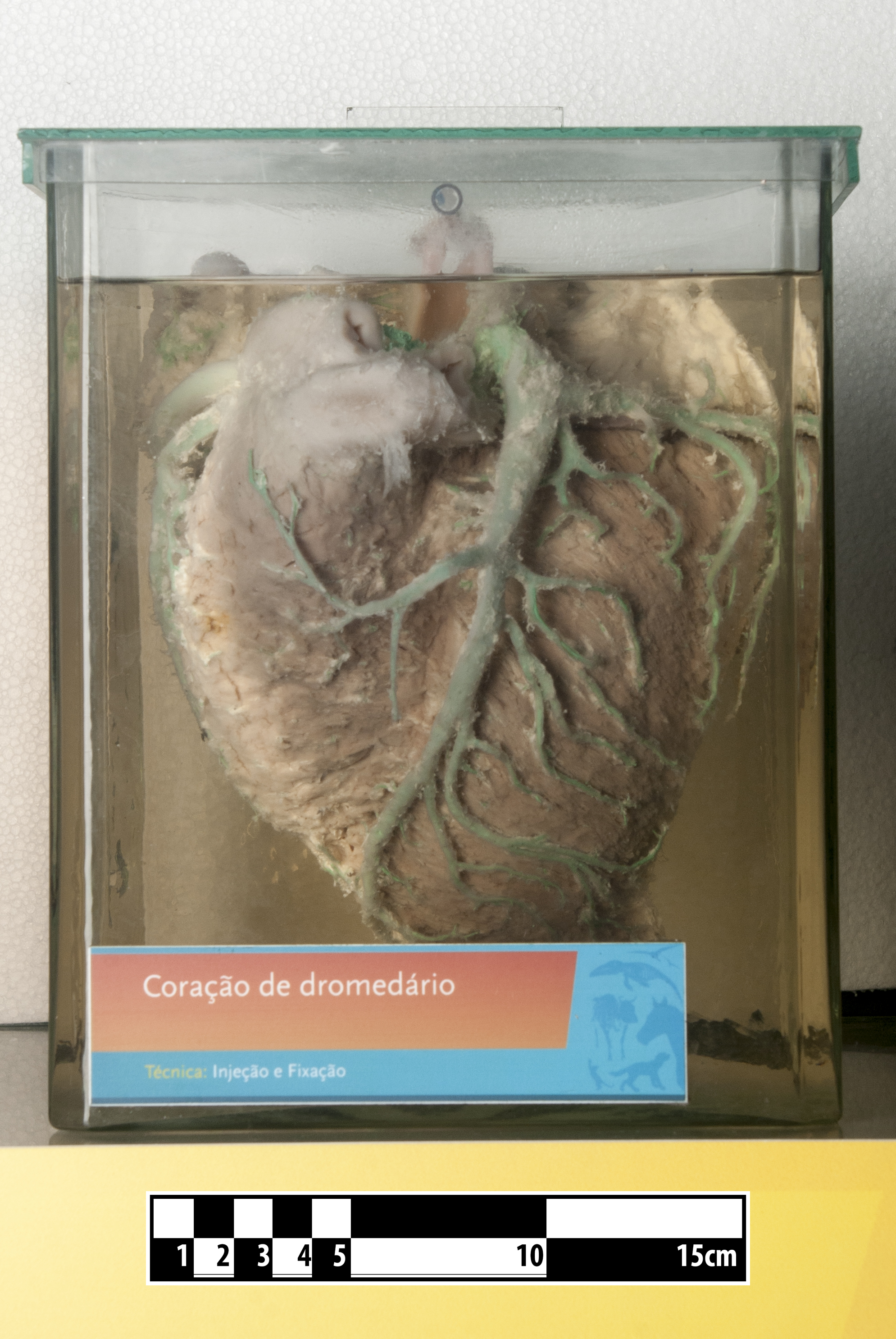
Coração de dromedário onde se aplicou a técnica de injeção de látex. Em exposição no MAV/USP.

Injeção de látex é uma técnica anatômica usada para a visualização de ramificações e caminho do sistema circulatório. Consiste no preenchimento do sistema circulatório da peça com Látex, este por sua vez é pigmentado conforme a necessidade ou padrão de cores, em seguida é utilizada a técnica de corrosão para a retirada da matéria sobreposta, ou seja a matéria orgânica. A técnica de injeção de látex, além de possuir baixo custo, proporciona um longo período de conservação, satisfazendo a necessidade dos alunos de graduação quanto ao estudo da anatomia.